# World Tour w siatkówce plażowej 2018
World Tour w siatkówce plażowej 2018 to prestiżowe rozgrywki organizowane przez FIVB. Powrócono do rozgrywania World Tour na przełomie dwóch lat. Sezon zaczynał się we wrześniu 2017 roku, a kończył w sierpniu 2018. Podczas tamtego sezonu zorganizowano trzy turnieje 5-gwiazdkowych, osiem 4-gwiazdkowych, sześć 3-gwiazdkowych, siedem 2-gwiazdkowych oraz dwadzieścia dwa turnieje 1-gwiazdkowych. Podobnie jak w poprzednim roku sezon zakończył się Finałami World Tour w Hamburgu.  

## Zawody

### Klasyfikacja turniejów
| Finały World Tour    |
| Turniej 5-gwiazdkowy |
| Turniej 4-gwiazdkowy |
| Turniej 3-gwiazdkowy |
| Turniej 2-gwiazdkowy |
| Turniej 1-gwiazdkowy |

### Mężczyźni
| Turniej                                                                       | 1 miejsce                                               | 2 miejsce                              | 3 miejsce                                               | 4 miejsce                                |
| ----------------------------------------------------------------------------- | ------------------------------------------------------- | -------------------------------------- | ------------------------------------------------------- | ---------------------------------------- |
| Montpellier Open Montpellier, Francja 7 - 9 września                          | Jan Pokeršnik Nejc Zemljak 26–24, 21–14                 | Ondřej Perušič David Schweiner         | Quincy Aye Youssef Krou 21–16, 18–21, 15–12             | Djordje Klasnic Lazar Kolaric            |
| Qinzhou Open Qinzhou, Chiny 11 - 15 października                              | Maxim Sivolap Igor Velichko 19–21, 21–19, 20–18         | Lombardo Ontiveros Juan Virgen         | Nivaldo Díaz Sergio Gonzalez 16–21, 21–16, 15–11        | Dries Koekelkoren Tom van Walle          |
| Aalsmeer Open Aalsmeer, Holandia 25 - 29 października                         | Marco Caminati Enrico Rossi 21–18, 21–15                | Miles Evans Billy Kolinske             | Murat Giginoglu Hasan Mermer 13–21, 21–19, 18–16        | Oleksii Denin Sergiy Popov               |
| Sydney Open Sydney, Australia 22 - 25 listopada                               | Grant O'Gorman Ben Saxton 21–8, 21–16                   | Quincy Aye Youssef Krou                | Miles Evans Billy Kolinske 21–16, 13–21, 15–11          | Christopher McHugh Damien Schumann       |
| Dela Beach Open Haga, Holandia 3 - 7 stycznia                                 | Mārtiņš Pļaviņš Edgars Točs 21–14, 21–12                | Piotr Kantor Bartosz Łosiak            | Alexander Brouwer Robert Meeuwsen 21–18, 21–14          | Jasper Bouter Christiaan Varenhorst      |
| Shepparton Open Shepparton, Australia 1 - 4 lutego                            | Avery Drost Chase Frishman 21–17, 21–15                 | Christopher McHugh Damien Schumann     | Cole Durant Zachery Schubert 21–10, 21–13               | Armin Dollinger Simon Kulzer             |
| Kish Island Open Kisz, Iran 20 - 24 lutego                                    | Mariusz Prudel Jakub Szałankiewicz 21–18, 24–22         | Mārtiņš Pļaviņš Edgars Tocs            | Alexander Walkenhorst Sven Winter 21–18, 21–11          | Julian Hörl Tobias Winter                |
| Fort Lauderdale Major Fort Lauderdale, Stany Zjednoczone 27 lutego - 4 marca  | Phil Dalhausser Nick Lucena 21–12, 21–17                | Daniele Lupo Paolo Nicolai             | Aleksandrs Samoilovs Jānis Šmēdiņš 21–17, 21–17         | George Wanderley Pedro Salgado Solberg   |
| KATARA Beach Volleyball Cup Doha, Katar 6 - 10 marca                          | Alexander Brouwer Robert Meeuwsen 20–22, 21–14, 15–11   | Oleg Stoyanovskiy Igor Velichko        | Cherif Younousse Ahmed Tijan 21–19, 19–21, 15–13        | Phil Dalhausser Nick Lucena              |
| Oman Open Maskat, Oman 14 - 17 marca                                          | Philipp Bergmann Yannick Harms 21–18, 21–11             | Rahman Raoufi Bahman Salemi            | Andrea Abbiati Tiziano Andreatta 21–19, 21–9            | Nouh Al-Jalbubi Mazin Alhashmi           |
| Blooming Beach Aalsmeer Aalsmeer, Holandia 15 - 18 marca                      | Alexander Brouwer Robert Meeuwsen 21–15, 21–19          | Jasper Bouter Christiaan Varenhorst    | Dirk Boehlé Steven van de Velde 21–17, 21–19            | Ben O'Dea Sam O'Dea                      |
| SMM Pak Bara Beach Satun Satun, Tajlandia 8 - 11 kwietnia                     | Nuttanon Inkiew Sedtawat Padsawud 21–19, 21–16          | Mohammad Ashfiya Candra Rachmawan      | Abolhamed Mirzaali Rahman Raoufi 21–17, 21–13           | Tim Dickson Zachery Schubert             |
| Xiamen Open Xiamen, Chiny 18 - 22 kwietnia                                    | Oleg Stoyanovskiy Igor Velichko 21–18, 21–19            | Viacheslav Krasilnikov Nikita Liamin   | Alison Cerutti Bruno Oscar Schmidt 21–15, 21–13         | Piotr Kantor Bartosz Łosiak              |
| Langkawi Open Langkawi, Malezja 26 - 29 kwietnia                              | Simon Frühbauer Jörg Wutzl 21–15, 18–21, 15–13          | Petr Bakhnar Taras Myskiv              | Nuttanon Inkiew Sedtawat Padsawud 21–13, 21–16          | Paul Becker Eric Stadie                  |
| Huntington Beach Open Huntington Beach, Stany Zjednoczone 1 - 6 maja          | Alexander Brouwer Robert Meeuwsen 21–16, 21–15          | Evandro Oliveira André Stein           | Adrián Gavira Pablo Herrera 22–20, 21–17                | Aleksandrs Samoilovs Jānis Šmēdiņš       |
| Mersin Open Mersin, Turcja 2 - 6 maja                                         | Ilya Leshukov Konstantin Semenov 14–21, 21–12, 18–16    | Ondřej Perušič David Schweiner         | Nivaldo Díaz Sergio Gonzalez 21–14, 21–15               | Mirco Gerson Adrian Heidrich             |
| Manila Open Manila, Filipiny 3 - 6 maja                                       | Max-Jonas Karpa Milan Sievers 15–21, 23–21, 15–9        | Petr Bakhnar Taras Myskiv              | Gabriel Kissling Michiel Zandbergen 22–20, 19–21, 15–13 | Alejandro Huerta Javier Huerta           |
| Lucerne Open Lucerna, Szwajcaria 9 - 13 maja                                  | Trevor Crabb John Mayer 21–10, 21–16                    | Stefan Basta Lazar Kolaric             | Mirco Gerson Adrian Heidrich 21–19, 21–13               | Mohammad Ashfiya Candra Rachmawan        |
| Bangkok Open Bangkok, Tajlandia 10 - 13 maja                                  | Yusuke Ishijima Takumi Takahashi 21–15, 21–14           | Daniel Müllner Florian Schnetzer       | Alejandro Huerta Javier Huerta 21–18, 19–21, 18–16      | Aleksandr Kramarenko Taras Myskiv        |
| Itapema Open Itapema, Brazylia 16 - 20 maja                                   | Evandro Oliveira André Stein 21–18, 21–16               | Anders Mol Christian Sørum             | Piotr Kantor Bartosz Łosiak 21–19, 21–17                | Gustavo Carvalhaes Vitor Felipe          |
| Aydin Open Aydın, Turcja 17 - 20 maja                                         | Stefan Basta Lazar Kolaric 16–21, 25–23, 16–14          | Abolhamed Mirzaali Rahman Raoufi       | Ruslan Bykanov Maksim Hudyakov 23–21, 21–14             | Hasan Mermer Sefa Urlu                   |
| Miguel Pereira Open Miguel Pereira, Brazylia 24 - 27 maja                     | Luciano Ferreira Vinicius Rezende 22–24, 21–18, 15–6    | Rodrigo Bernat Harley Marques          | Álvaro Andrade Ramon Gomes 21–14, 21–14                 | Vinícius Cardoso Felipe Numasawa         |
| Jinjiang Open Jinjiang, Chiny 31 maja - 3 czerwca                             | Trevor Crabb John Mayer 21–13, 18–21, 17–15             | Nils Ehlers Lorenz Schümann            | Gao Peng Li Yang 21–16, 21–11                           | Max Betzien Jonathan Erdmann             |
| Alanya Open Alanya, Turcja 31 maja - 3 czerwca                                | Ruslan Bykanov Maksim Hudyakov 21–13, 16–21, 15–11      | Murat Giginoglu Volkan Gögtepe         | Oleksii Denin Denys Denysenko 18–21, 21–14, 17–15       | Florian Breer Yves Haussener             |
| Baden Open Baden, Austria 14 - 17 czerwca                                     | Clemens Doppler Alexander Horst 21–18, 21–16, 15–13     | Julian Hörl Tobias Winter              | Bjarne Huus Anders Mol 21–14, 21–19                     | Martin Ermacora Moritz Pristauz-Telsnigg |
| Manavgat Open Manavgat, Turcja 20 - 23 czerwca                                | Oscar Brandão Luciano Ferreira 21–14, 23–21             | Kristoffer Abell Daniel Thomsen        | Jannes van der Ham Sven Vismans 14–21, 21–16, 15–11     | Alejandro Huerta Javier Huerta           |
| Ostrava Open Ostrawa, Czechy 20 - 24 czerwca                                  | Adrián Gavira Pablo Herrera 27–25, 15–21, 15–11         | Piotr Kantor Bartosz Łosiak            | Ilya Leshukov Konstantin Semenov 14–21, 21–16, 15–11    | Ondřej Perušič David Schweiner           |
| Singapore Open presented by Neo Group Sentosa, Singapur 21 - 24 czerwca       | Peng Gao Li Yang 21–14, 21–18                           | Kusti Nõlvak Mart Tiisaar              | Mohammad Ashfiya Candra Rachmawan 28–26, 22–20          | Jan Pokeršnik Nejc Zemljak               |
| Poland Open Warszawa, Polska 27 czerwca - 1 lipca                             | Piotr Kantor Bartosz Łosiak 27–29, 21–13, 15–12         | Evandro Oliveira Vitor Felipe          | Aleksandrs Samoilovs Jānis Šmēdiņš 21–18, 18–21, 17–15  | Alexander Brouwer Robert Meeuwsen        |
| Espinho Open Espinho, Portugalia 3 - 8 lipca                                  | Aleksandrs Samoilovs Jānis Šmēdiņš 21–13, 19–21, 22–20  | Gustavo Carvalhaes Ricardo Santos      | Julius Thole Clemens Wickler 17–21, 21–12, 15–11        | Evandro Oliveira Vitor Felipe            |
| Porec Open Poreč, Chorwacja 4 - 8 lipca                                       | Vladyslav Iemelianchyk Sergiy Popov 21–19, 17–21, 21–19 | Simon Frühbauer Jörg Wutzl             | Haralds Regza Toms Smedins 21–14, 25–23                 | Mihails Samoilovs Kristaps Smits         |
| Anapa Open Anapa, Rosja 5 - 8 lipca                                           | Ha Likejiang Wu Jiaxin 21–9, 19–21, 15–9                | Li Zhuoxin Zhou Chaowei                | Peng Gao Li Yang 21–16, 17–21, 15–12                    | Ivan Golovin Taras Myskiv                |
| Gstaad Major Gstaad, Szwajcaria 9 - 14 lipca                                  | Anders Mol Christian Sørum 21–18, 21–12                 | Adrián Gavira Pablo Herrera            | Daniele Lupo Paolo Nicolai 17–21, 21–16, 20–18          | Taylor Crabb Jake Gibb                   |
| Haiyang Open Haiyang, Chiny 17 - 22 lipca                                     | Robin Seidl Philipp Waller 10–21, 25–23, 15–8           | George Wanderley Thiago Santos Barbosa | Ha Likejiang Wu Jiaxin 21–13, 21–13                     | Luciano Ferreira Álvaro Morais Filho     |
| 3Star in Tokyo Tokio, Japonia 25 - 29 lipca                                   | Esteban Grimalt Marco Grimalt 21–12, 21–17              | Stefan Basta Lazar Kolaric             | Casey Patterson Stafford Slick 18–21, 21–13, 15–10      | Philipp Bergmann Yannick Harms           |
| Agadir Open Agadir, Maroko 26 - 29 lipca                                      | Ruslan Bykanov Maksim Hudyakov 21–15, 16–21, 17–15      | Christoph Dressler Alexander Huber     | Julian Azaad Nicolás Capogrosso 21–17, 21–19            | Lukas Kazdailis Arnas Rumsevicius        |
| Samsun Open Samsun, Turcja 26 - 29 lipca                                      | Donovan Dzavoronok Jindrich Weiss 21–11, 21–18          | Marcel Myslivecek Martin Pihera        | Stefan Boermans Casper Haanappel 21–14, 22–20           | Peter Eglseer Thomas Kunert              |
| Vienna Major Wiedeń, Austria 31 lipca - 5 sierpnia                            | Anders Mol Christian Sørum 21–12, 21–17                 | Michał Bryl Grzegorz Fijałek           | Cherif Younousse Ahmed Tijan 25–23, 17–21, 15–1         | Alexander Brouwer Robert Meeuwsen        |
| Ljubljana Open Lublana, Słowenia 3 - 5 sierpnia                               | Valeriy Samoday Taras Myskiv 21–14, 21–17               | Jan Pokeršnik Nejc Zemljak             | Florian Breer Yves Haussener 17–21, 21–13, 15–10        | Tadej Bozenk Danijel Pokeršnik           |
| Moscow Open Moskwa, Rosja 8 - 12 sierpnia                                     | Aleksandrs Samoilovs Jānis Šmēdiņš 21–18, 21–13         | Alison Cerutti André Stein             | Oleg Stoyanovskiy Igor Velichko 21–12, 21–10            | Evandro Oliveira Vitor Felipe            |
| Vaduz Open Vaduz, Liechtenstein 9 - 12 sierpnia                               | Valeriy Samoday Taras Myskiv 29–31, 21–17, 15–11        | Florian Breer Yves Haussener           | Vladyslav Iemelianchyk Sergiy Popov 21–12, 21–16        | Mateusz Lysikowski Mateusz Paszkowski    |
| FIVB World Tour Finals presented by Vodafone Hamburg, Niemcy 15 - 18 sierpnia | Anders Mol Christian Sørum 21–19, 21–17                 | Michał Bryl Grzegorz Fijałek           | Piotr Kantor Bartosz Łosiak 19–21, 21–15, 15–13         | Julius Thole Clemens Wickler             |

### Kobiety
| Turniej                                                                       | 1 miejsce                                                      | 2 miejsce                                  | 3 miejsce                                                      | 4 miejsce                             |
| ----------------------------------------------------------------------------- | -------------------------------------------------------------- | ------------------------------------------ | -------------------------------------------------------------- | ------------------------------------- |
| Qinzhou Open Qinzhou, Chiny 11 - 15 października                              | Mariafe Artacho Taliqua Clancy 21–11, 21–12                    | Katarzyna Kociołek Kinga Wojtasik          | Summer Ross Brooke Sweat 21–18, 21–13                          | Wang Fan Xia Xinyi                    |
| Aalsmeer Open Aalsmeer, Holandia 25 - 29 października                         | Madelein Meppelink Joy Stubbe 21–18, 21–18                     | Kim Behrens Sandra Ittlinger               | Betsi Flint Kelley Kolinske 25–23, 21–18                       | Miki Koshikawa Megumi Murakami        |
| Sydney Open Sydney, Australia 23 - 26 listopada                               | Mariafe Artacho Taliqua Clancy 21–17, 21–14                    | Wang Fan Xia Xinyi                         | Lena Plesiutschnig Katharina Schützenhöfer 16–21, 24–22, 15–10 | Azusa Futami Akiko Hasegawa           |
| Dela Beach Open Haga, Holandia 2 - 7 stycznia                                 | Alexandra Klineman April Ross 21–12, 21–15                     | Maria Antonelli Carolina Salgado           | Nina Betschart Tanja Hüberli 21–18, 21–10                      | Barbora Hermannova Markéta Sluková    |
| Shepparton Open Shepparton, Australia 1 - 4 lutego                            | Amanda Dowdy Lawson Irene Pollock 21–17, 18–21, 15–12          | Caitlin Ledoux Jace Pardon                 | Laura Giombini Marta Menegatti 23–21, 21–15                    | Shaunna Polley Kelsie Wills           |
| Fort Lauderdale Major Fort Lauderdale, Stany Zjednoczone 27 lutego - 4 marca  | Fernanda Alves Bárbara Seixas 21–16, 21–13                     | Taiana Lima Carolina Horta                 | Summer Ross Brooke Sweat 21–17, 21–13                          | Victoria Bieneck Isabel Schneider     |
| SMM Pak Bara Beach Satun Satun, Tajlandia 8 - 11 kwietnia                     | Caitlin Ledoux Emily Stockman 19–21, 21–16, 15–8               | Tatyana Mashkova Irina Tsimbalova          | Taravadee Naraphornrapat Rumpaipruet Numwong 21–19, 24–22      | Dhita Juliana Putu Utami              |
| Xiamen Open Xiamen, Chiny 18 - 22 kwietnia                                    | Melissa Humana-Paredes Sarah Pavan 21–19, 21–14                | Kelly Claes Brittany Hochevar              | Mariafe Artacho Taliqua Clancy 21–18, 21–17                    | Eduarda Lisboa Ágatha Bednarczuk      |
| Langkawi Open Langkawi, Malezja 26 - 29 kwietnia                              | Ksenia Dabizha Daria Mastikova 21–10, 29–27                    | Katja Stam Julia Wouters                   | Phoebe Bell Jessyka Ngauamo 21–14, 21–17                       | Tereza Pluharova Martina Williams     |
| Huntington Beach Open Huntington Beach, Stany Zjednoczone 1 - 6 maja          | Fernanda Alves Bárbara Seixas 16–21, 21–15, 15–9               | Maria Antonelli Carolina Salgado           | Chantal Laboureur Julia Sude 35–33, 21–16                      | Melissa Humana-Paredes Sarah Pavan    |
| Mersin Open Mersin, Turcja 2 - 6 maja                                         | Lena Plesiutschnig Katharina Schützenhöfer 18–21, 25–23, 15–12 | Madelein Meppelink Sanne Keizer            | Natalia Dubovcova Andrea Strbova 23–21, 21–17                  | Josemari Alves Liliane Maestrini      |
| Manila Open Manila, Filipiny 3 - 6 maja                                       | Ayumi Kusano Takemi Nishibori 21–14, 21–18                     | María Carro Paula Soria                    | Erika Bobadilla Michelle Valiente 21–17, 21–16                 | Sakurako Fujii Shinako Tanaka         |
| Anchor Beach Volleyball Carnival 2018 Phnom Penh, Kambodża 4 - 6 maja         | Anna Behlen Sarah Schneider 17–21, 21–9, 15–8                  | Suzuka Hashimoto Sayaka Mizoe              | Ksenia Dabizha Daria Mastikova 21–19, 21–8                     | Alice Bain Julia Tilley               |
| Tuan Chau Halong Open 2018 Tuần Châu, Wietnam 9 - 12 maja                     | Suzuka Hashimoto Sayaka Mizoe 25–23, 18–21, 15–13              | Minori Kumada Yui Nagata                   | Kaho Sakaguchi Yukako Suzuki 21–18, 17–21, 15–13               | Noy Chorin Sofia Starikov             |
| Lucerne Open Lucerna, Szwajcaria 9 - 13 maja                                  | Mariafe Artacho Taliqua Clancy 21–12, 21–18                    | Wang Fan Xia Xinyi                         | Kelley Kolinske Emily Stockman 19–21, 21–17, 15–9              | Joy Stubbe Marleen Van Iersel         |
| Bangkok Open Bangkok, Tajlandia 10 - 13 maja                                  | Aurora Davis Bree Scarbrough 21–13, 17–21, 15–8                | María Carro Paula Soria                    | Ayumi Kusano Takemi Nishibori 21–15, 21–13                     | Megan McNamara Nicole McNamara        |
| Itapema Open Itapema, Brazylia 16 - 20 maja                                   | Eduarda Lisboa Ágatha Bednarczuk 21–19, 21–17                  | Joana Heidrich Anouk Vergé-Dépré           | Heather Bansley Brandie Wilkerson 21–18, 18–21, 15–11          | Maria Antonelli Carolina Salgado      |
| Aydin Open Aydın, Turcja 17 - 20 maja                                         | Mailen Deliz Leila Consuelo Martinez 21–18, 21–16              | Ksenia Dabizha Daria Mastikova             | Kristina Thurin Susanna Thurin 18–21, 26–24, 15–11             | Sigrid Simonsson Tadva Yoken          |
| Miguel Pereira Open Miguel Pereira, Brazylia 25 - 27 maja                     | Adriana-Maria Matei Beata Vaida 21–13, 21–19                   | Aline Lebioda Diana Silva                  | Victoria Lopes Tainá Silva 21–18, 21–19                        | Rachel Nunes NANaiana RodriguesZWISKO |
| Jinjiang Open Jinjiang, Chiny 31 maja - 3 czerwca                             | Suzuka Hashimoto Sayaka Mizoe 21–13, 19–21, 15–5               | Nai-Han Kou Pi Hsin Liu                    | Reika Murakami Chiyo Suzuki 21–12, 22–20                       | Aurora Davis Bree Scarbrough          |
| Alanya Open Alanya, Turcja 31 maja - 3 czerwca                                | Sarah Schneider Viktoria Seeber 18–21, 21–13, 15–13            | Bugra Eryildiz Aleyna Vence                | Daria Rudykh Elizaveta Zayonchkovskaya 21–15, 13–21, 15–12     | Silvia Costantini Gaia Traballi       |
| Silk Road Nantong Open Nantong, Chiny 7 - 10 czerwca                          | Josemari Alves Liliane Maestrini 21–13, 19–21, 15–12           | Agata Zuccarelli Gaia Traballi             | Phoebe Bell Jessyka Ngauamo 21–17, 21–18                       | Ayumi Kusano Takemi Nishibori         |
| Baden Open Baden, Austria 14 - 16 czerwca                                     | Teresa Mersmann Cinja Tillmann 21–17, 21–16                    | Lena Plesiutschnig Katharina Schützenhöfer | Janne Pedersen Emilie Olimstad 21–16, 21–16                    | Agnese Caica Marta Ozolina            |
| Silk Road Tangshan Open Nankin, Chiny 14 - 17 czerwca                         | Josemari Alves Liliane Maestrini 21–18, 21–23, 15–11           | Wang Fan Xia Xinyi                         | Amanda Dowdy Lawson Irene Pollock 21–19, 16–21, 16–14          | Lin Meimei Zhu Lingdi                 |
| Manavgat Open Manavgat, Turcja 20 - 23 czerwca                                | Satono Ishitsubo Asami Shiba 17–21, 21–13, 21–19               | Sarah Cools Lisa Van Den Vonder            | Merve Nezir Aleyna Vence 9–21, 21–16, 15–12                    | Erika Habaguchi Yurika Sakaguchi      |
| Ostrava Open Ostrawa, Czechy 20 - 24 czerwca                                  | Barbora Hermannova Markéta Sluková 17–21, 21–15, 15–13         | Heather Bansley Brandie Wilkerson          | Karla Borger Margareta Kozuch 21–19, 21–18                     | Victoria Bieneck Isabel Schneider     |
| Singapore Open presented by Neo Group Sentosa, Singapur 21 - 24 czerwca       | Reika Murakami Chiyo Suzuki 23–21, 21–15                       | Ayumi Kusano Takemi Nishibori              | Anna Behlen Sarah Schneider 27–25, 13–21, 15–11                | Sigrid Simonsson Tadva Yoken          |
| Poland Open Warszawa, Polska 27 czerwca - 1 lipca                             | Heather Bansley Brandie Wilkerson 21–17, 21–17                 | Chantal Laboureur Julia Sude               | Eduarda Lisboa Ágatha Bednarczuk 21–17, 21–18                  | Kelly Claes Brittany Hochevar         |
| Espinho Open Espinho, Portugalia 3 - 7 lipca                                  | Mariafe Artacho Taliqua Clancy 23–21, 21–17                    | Maria Antonelli Carolina Salgado           | Sara Hughes Summer Ross 17–21, 21–13, 15–11                    | Katarzyna Kociołek Kinga Wojtasik     |
| Anapa Open Anapa, Rosja 4 - 8 lipca                                           | Svetlana Kholomina Nadezda Makroguzova 21–13, 21–15            | Daria Mastikova Anastasia Petrunina        | Jekatierina Birłowa Evgeniya Ukolova 21–19, 21–17              | Yulia Abalakina Ksenia Dabizha        |
| Porec Open Poreč, Chorwacja 5 - 8 lipca                                       | Emily Sonny Torrey Van Winden 21–17, 21–17                     | Inna Makhno Iryna Makhno                   | Merve Nezir Aleyna Vence 22–20, 21–23, 15–13                   | Dimitra Manavi Konstantina Tsopoulou  |
| Gstaad Major Gstaad, Szwajcaria 9 - 15 lipca                                  | Melissa Humana-Paredes Sarah Pavan 21–17, 12–21, 17–15         | Chantal Laboureur Julia Sude               | Heather Bansley Brandie Wilkerson 21–19, 21–13                 | Eduarda Lisboa Ágatha Bednarczuk      |
| Daegu Open Daegu, Korea Południowa 13 - 15 lipca                              | Phoebe Bell Jessyka Ngauamo 21–14, 21–15                       | Anja Dörfler Stephanie Wiesmeyr            | Nai-Han Kou Pi Hsin Liu 21–8, 21–14                            | Noy Chorin Anita Dave                 |
| Haiyang Open Haiyang, Chiny 17 - 22 lipca                                     | Emily Day Betsi Flint 21–16, 21–18                             | Cinja Tillmann Sarah Schneider             | Caitlin Ledoux Sarah Sponcil 21–18, 21–13                      | Kelley Kolinske Emily Stockman        |
| Ulsan Jinha Open Ulsan, Korea Południowa 19 - 22 lipca                        | Nai-Han Kou Pi Hsin Liu 21–12, 21–19                           | Kaho Sakaguchi Yukako Suzuki               | Sakurako Fujii Shinako Tanaka 15–21, 21–19, 15–12              | Miyuki Matsumura Samaa Miyagawa       |
| 3Star in Tokyo Tokio, Japonia 25 - 29 lipca                                   | Cinja Tillmann Teresa Mersmann 22–20, 21–17                    | Taru Lahti Anniina Parkkinen               | Miki Koshikawa Megumi Murakami 21–18, 21–17                    | Ingrid Lunde Oda Ulveseth             |
| Agadir Open Agadir, Maroko 26 - 29 lipca                                      | Viktoria Orsi Toth Marta Menegatti 19–21, 21–19, 15–12         | Sarka Nakladalova Martina Williams         | Alice Gradini Claudia Scampoli 21–17, 21–14                    | Alise Lece Ilze Liepinlauska          |
| Samsun Open Samsun, Turcja 26 - 29 lipca                                      | Carolina Ferraris Francesca Michieletto 21–19, 19–21, 15–11    | Eva Freiberger Valerie Teufl               | Camilla Nilsson Sofia Ögren 15–21, 21–12, 15–10                | Nicole Dostalova Anna Komarkova       |
| Vienna Major Wiedeń, Austria 31 lipca - 4 sierpnia                            | Barbora Hermannova Markéta Sluková 10–21, 21–16, 15–12         | Fernanda Alves Bárbara Seixas              | Madelein Meppelink Sanne Keizer 21–19, 21–18                   | Maria Antonelli Carolina Salgado      |
| Ljubljana Open Lublana, Słowenia 3 - 5 sierpnia                               | Esmée Böbner Zoé Vergé-Dépré 21–16, 21–17                      | Inna Makhno Iryna Makhno                   | Jelena Pesic Ana Skarlovnik 21–13, 21–19                       | Agata Ceynowa Martyna Kłoda           |
| Vaduz Open Vaduz, Liechtenstein 8 - 11 sierpnia                               | Lara Dykstra Allie Wheeler 21–13, 21–17                        | Agata Ceynowa Martyna Kłoda                | Dimitra Manavi Konstantina Tsopoulou 21–14, 10–21, 15–13       | Esmée Böbner Zoé Vergé-Dépré          |
| Moscow Open Moskwa, Rosja 8 - 12 sierpnia                                     | Sara Hughes Summer Ross 21–19, 12–21, 15–12                    | Eduarda Lisboa Ágatha Bednarczuk           | Nina Betschart Tanja Hüberli 21–19, 21–12                      | Chantal Laboureur Julia Sude          |
| FIVB World Tour Finals presented by Vodafone Hamburg, Niemcy 15 - 19 sierpnia | Eduarda Lisboa Ágatha Bednarczuk 21–15, 21–19                  | Barbora Hermannova Markéta Sluková         | Mariafe Artacho Taliqua Clancy 21–15, 19–21, 15–8              | Maria Antonelli Carolina Salgado      |